# Douglas Houghton
Arthur Leslie Noel Douglas Houghton, baron Houghton of Sowerby (ur. 11 sierpnia 1898 w hrabstwie Derbyshire, zm. 2 maja 1996), brytyjski polityk, członek Partii Pracy, minister w pierwszym rządzie Harolda Wilsona.
Walczył podczas I wojny światowej, m.in. podczas bitwy nad Sommą. Po wojnie rozpoczął pracę w Służbie Cywilnej. W latach 1922–1960 stał na czele Inland Revenue Staff Federation. W latach 1952–1960 zasiadał w Radzie Generalnej Kongresu Związków Zawodowych. W latach 1941–1964 pracował przy programie BBC Can I help You?. W latach 1947–1949 zasiadał jako alderman w radzie miejskiej Londynu. W 1949 r. wygrał wybory uzupełniające w okręgu Sowerby i zasiadł w Izbie Gmin.
Przez wiele lat Houghton zasiadał w tylnych ławach parlamentu. Dopiero w 1963 r. został przewodniczącym parlamentarnej komisji wydatków publicznych. Po wyborczym zwycięstwie laburzystów w 1964 r. został członkiem gabinetu jako Kanclerz Księstwa Lancaster. Odpowiadał na tym stanowisku za sprawy socjalne. Po wyborach 1966 r. został ministrem bez teki, ale już bez prawa zasiadania w gabinecie. Odszedł z rządu w 1967 r. i został przewodniczącym Parlamentarnej Partii Pracy. Z miejsca w Izbie Gmin zrezygnował w 1974 r. Został kreowany parem dożywotnim jako baron Houghton of Sowerby i zasiadł w Izbie Lordów.
Jako par lord Houghton zajmował się głównie sprawami opieki nad zwierzętami. Zmarł w 1996 r. jako najstarszy wówczas członek Izby Lordów i ostatni par, który walczył w I wojnie światowej.